# Elisabeth Raether
Elisabeth Raether (* 1979 in Heidelberg) ist eine deutsche Autorin und Journalistin.

## Leben
Elisabeth Raether studierte Germanistik und Politikwissenschaft in Berlin und Paris. Sie arbeitete von 2005 bis 2007 im Lektorat des Rowohlt Verlag und als Journalistin für verschiedene Tageszeitungen in Hamburg und Berlin. Sie ist seit 2010 Mitarbeiterin für das Zeit-Magazin, wo sie u. a. die Rezeptkolumne Wochenmarkt entwickelte, und seit 2016 Redakteurin im Ressort Politik in Die Zeit.

## Wirken
2008 veröffentlichte Raether zusammen mit Jana Hensel den Band Neue deutsche Mädchen, in dem die beiden Autorinnen ihre Erfahrungen als Frauen der Generation der 30-Jährigen und ihre Erinnerungen als Kinder in beiden deutschen Staaten beschreiben. In dem Buch beschreiben sie den Feminismus der 70er Jahre – für den Alice Schwarzer und die Zeitschrift Emma stehen – als überkommen und setzen ihre eigenen, stark autobiographisch geprägten Geschichten von Rollenbildern und Sexualität, Familie und Beruf aus der Perspektive junger Frauen dagegen. Das Buch löste zusammen mit den zeitnah erschienenen Büchern Wir Alphamädchen von Meredith Haaf, Susanne Klingner, Barbara Streidl und Feuchtgebiete der Moderatorin Charlotte Roche eine Diskussion um einen „neuen Feminismus“ in den Feuilletons der großen deutschsprachigen Zeitungen aus. Im Zuge der Debatte warf Alice Schwarzer in ihrer Dankesrede bei der Verleihung des Ludwig-Börne-Preises den beiden Autorinnen „Wellness-Feminismus“ vor, woraufhin diese mit einem Text in der Süddeutschen Zeitung antworteten.

## Ehrungen
- 2014: Nominierung zum Theodor-Wolff-Preis (zusammen mit Tanja Stelzer)
- 2014: Regino-Preis in der Rubrik Print (zusammen mit Tanja Stelzer)

## Werke
- Die trinkende Frau. Piper Verlag, Berlin 2016, ISBN 978-3-4929-7516-2.
- (zusammen mit Jana Hensel) Neue deutsche Mädchen. Rowohlt, Reinbek 2008. ISBN 978-3-498-02994-4.
- (zusammen mit Ulrike Holzwarth-Raether und Kerstin Meyer) Das Grundschulwörterbuch – sag es besser! Dudenverlag, Mannheim 2006. ISBN 978-3-411-72051-4.
- Wochenmarkt, ein Rezeptbuch mit den Zutaten der Jahreszeit. Berlin Verlag in der Piper Verlag GmbH, Berlin 2014, ISBN 978-3-8270-1259-3.
- Lieblingsgerichte vom Wochenmarkt. Die besten saisonalen Rezepte aus dem ZEITmagazin, riva Verlag, München 2019, ISBN 978-3-7423-1081-1.